# جاسوربيك لاتيبوف
جاسوربيك لاتيبوف (مواليد 15 سبتمبر 1991) هو ملاكم أوزباكستاني، مثّل بلاده في الألعاب الأولمبية الصيفية 2012.

## روابط خارجية
جاسوربيك لاتيبوف على موقع بوكس ريك (الإنجليزية) (registration required)
- جاسوربيك لاتيبوف على موقع أوليمبيديا (الإنجليزية)